# 長野祐也
長野 祐也（ながの すけなり、1939年6月27日 - 2018年6月25日）は、日本の政治家・政治評論家。鹿児島県議会議員、衆議院議員（3期）。

## 来歴・人物
鹿児島県鹿児島市出身。鹿児島玉龍高等学校第9回卒、同級生には元厚生労働大臣の尾辻秀久がいる。高校時代は弁論部で活動し、1957年10月に広島大学主催の全国高校弁論大会に出場、演題「高校生の使命に思う」で優勝。1963年、中央大学法学部政治学科卒業。
田中茂穂参議院議員秘書や鹿児島県議会議員、新自由クラブ鹿児島県連代表を経て、1980年第36回衆議院議員総選挙で自由民主党公認・中曽根派所属の新人候補として初当選、以降3期連続で務める。1982年のヴェルサイユサミットに自民党の機関紙・自由新報特派員として参加。1987年に、竹下内閣で厚生政務次官に就任した。
1990年、第1次海部内閣の自治政務次官として迎えた第39回衆議院議員総選挙で落選。1992年に鹿児島1区が奄美群島選挙区と合区されたため、次期衆院選へは立候補しないことを決め、奄美群島区から参入する自身と同い年で同じ中大法学部出身の現職保岡興治の支援を表明した。
1993年、前言を撤回し、結党間もない新生党公認で第40回衆議院議員総選挙に立候補したが落選（保岡は当選）。1995年の第17回参議院議員通常選挙では鹿児島県選挙区から新進党公認で立候補したが落選。これを最後に選挙には立候補していない。その後、政治評論家、川崎医療福祉大学客員教授となる。
2000年4月からは、アール・エフ・ラジオ日本で始まった『長野祐也の政界キーパーソンに聞く』のパーソナリティー・インタビュアーを担当する。2008年7月、関連校川崎医科大学の裏口入学疑惑に長野が直接関与していた事実が報道で明らかになり、文部科学省が調査に乗り出し関係者に厳重注意処分を下す事態が発生したが、番組は休止することなく存続した。
2013年4月からは、『長野祐也の政界キーパーソンに聞く』のスピンオフ番組となる『長野祐也の医療界キーパーソンに聞く』がスタートし、そのパーソナリティー・インタビュアーも担当している。
2009年11月に旭日重光章受章。
2018年6月25日2時20分、膵臓がんのため、東京都内の病院で死去。78歳没。叙従四位。

### 統一教会との関係
- 統一教会の関連団体「世界日報社」から、複数の本を出版した[9][10][11][12]。

- 2017年11月28日、政治評論家で元衆議院議員の長野祐也の編著『政界キーパーソンに聞くPART17』『医療界キーパーソンに聞くPART4』（共に世界日報社刊）の出版を祝う会が都内で開かれ、自民党の高村正彦、石破茂、加藤勝信、塩崎恭久、田村憲久、立憲民主党の福山哲郎、希望の党の玉木雄一郎、長島昭久、細野豪志、読売新聞の橋本五郎特別編集委員らが激励のあいさつをした[13]。発起人代表として木下義昭・世界日報社会長が冒頭のあいさつを行った[13]。

## 著書
- 『厚生省の時代 - 明るい長寿社会を拓く』 東洋堂企画出版社 (1988/1)。
- 『谺(こだま)する政治を目指して』　東洋堂企画出版社 （1990/11）
- 『どうなる日本の社会保障』　ぎょうせい (1999/12)
- 『日本が動く時 - 政界キーパーソンに聞く』（PART 1 - 9）　ぎょうせい (2000/11/～)、パーソナリティを務めるアール・エフ・ラジオ日本政治鼎談の書籍化
- 『21世紀医療への処方箋 - 元厚生政務次官が厚生官僚の本音に迫る!』　ぎょうせい (2001/12)

## 出演
いずれもディスクジョッキー兼インタビュアー。
- 長野祐也の政界キーパーソンに聞く（アール・エフ・ラジオ日本）
- 長野祐也の医療界キーパーソンに聞く（同上、「政界―」のスピンオフ）